# San Pedro de Atacama
San Pedro de Atacama é uma comuna da província de El Loa, localizada na Região de Antofagasta, Chile. Possui uma área de 23 438,8 km² e uma população de 5 347 habitantes (2017).
Localiza-se a 2 400 m de altitude. Por ser um lugar ímpar numa região inóspita como o Atacama, é denominada de oásis de San Pedro de Atacama. 

## História
Originalmente um centro de parada para os colonizadores espanhóis, originou-se a partir de sua Igreja de San Pedro, construída pelos jesuítas espanhóis no início do século XVIII. Apesar dos esforços do Governo chileno, esse local permanece ainda hoje como um lugarejo bem aprazível no deserto do Atacama. Foi o principal centro da cultura atacamenha, e atualmente é um grande centro turístico no Atacama. 

## Pontos turísticos
Da cidade saem os principais tours para o deserto organizados pelo Governo Chileno ou agências de turismo especializadas. 

### Principais pontos turísticos da cidade
- Museu arqueológico Padre Le Paige rico em cerâmica atacamenha, múmias, tecidos, e objetos religiosos entre outros.
- Igreja de San Pedro do início do século XVI, uma bonita construção legada pelos antigos colonizadores espanhóis.
- Pukara de Quitor uma impressionante fortaleza do século XII no alto de um empinado morro com uma bela vista do local.
- Centro artesanal de San Pedro do Atacama.

### Principais pontos turísticos dos arredores da cidade
Em seu contorno há uma série de pontos turísticos.
- Valle de la Luna (Chile), é uma pequena depressão de 500 m de diâmetro, com solo salino e rodeado por morros com formações exóticas lembrando o solo lunar. Destacam-se as "Três Marias", o anfiteatro e as cavernas. Há uma grande quantidade de Cristais de sal. O melhor período para visita é no horário do inicio da manha e final da tarde devido ao intenso calor do dia podendo chegar facilmente aos 54 °C.

- El Tátio (gêiseres), a 4 300 m de altitude aos pés do vulcão Tatio, esse campo geotérmico é uma das principais atrações do país. Todos os dias, ao amanhecer, afloram violentos jatos de vapor desde os poços de água fervente. O conjunto formado pelo colorido do solo, o céu limpo e as colunas de até 6 m de vapor é de rara beleza.

Muito cuidado ao caminhar entre os poços (pode haver sérias lesões aos descuidados) e respeite as sinalizações no local que não foram colocadas aleatoriamente. Normalmente essa visita se completa com os Baños de Puritama poço termal para um ótimo banho.
Recomenda-se sair de madrugada aproximadamente às 3:00. É necessário levar roupas quentes, já que a temperatura pode cair abaixo de zero.
- Vulcão Licancabur

## Galeria

Valle Arcoiris
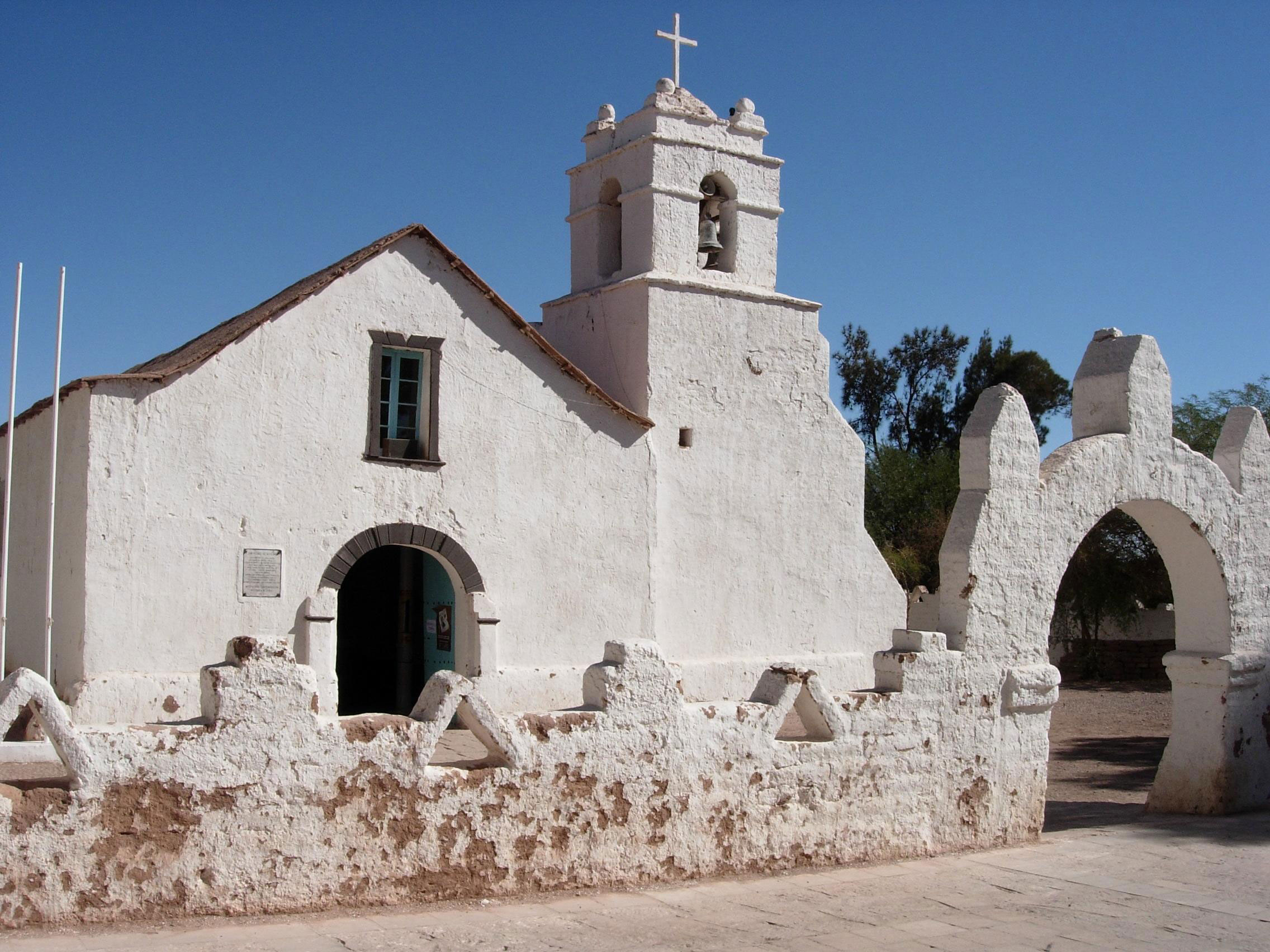
Igreja de São Pedro de Atacama
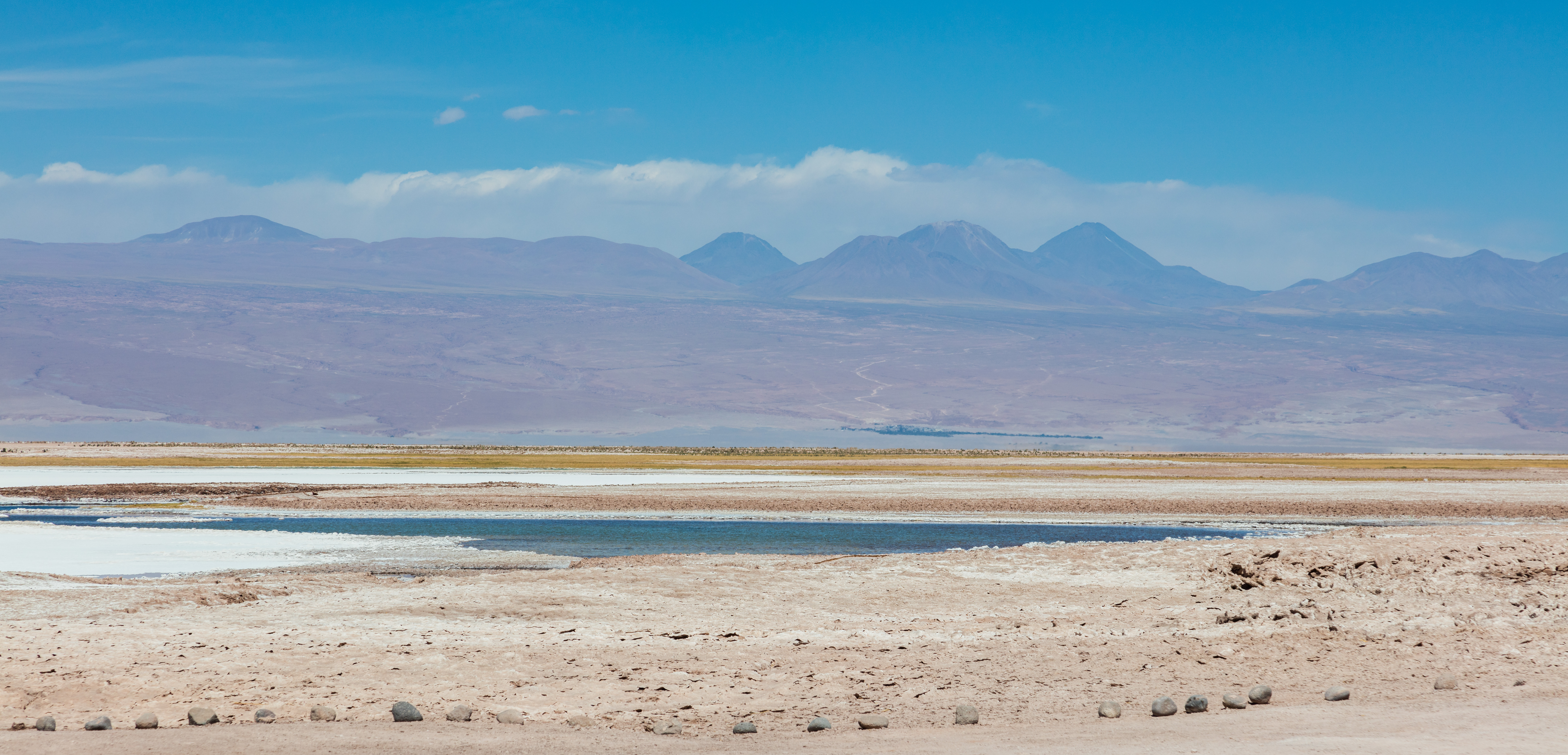
Lagoa Tebinquinche
Monjes de la Pacana
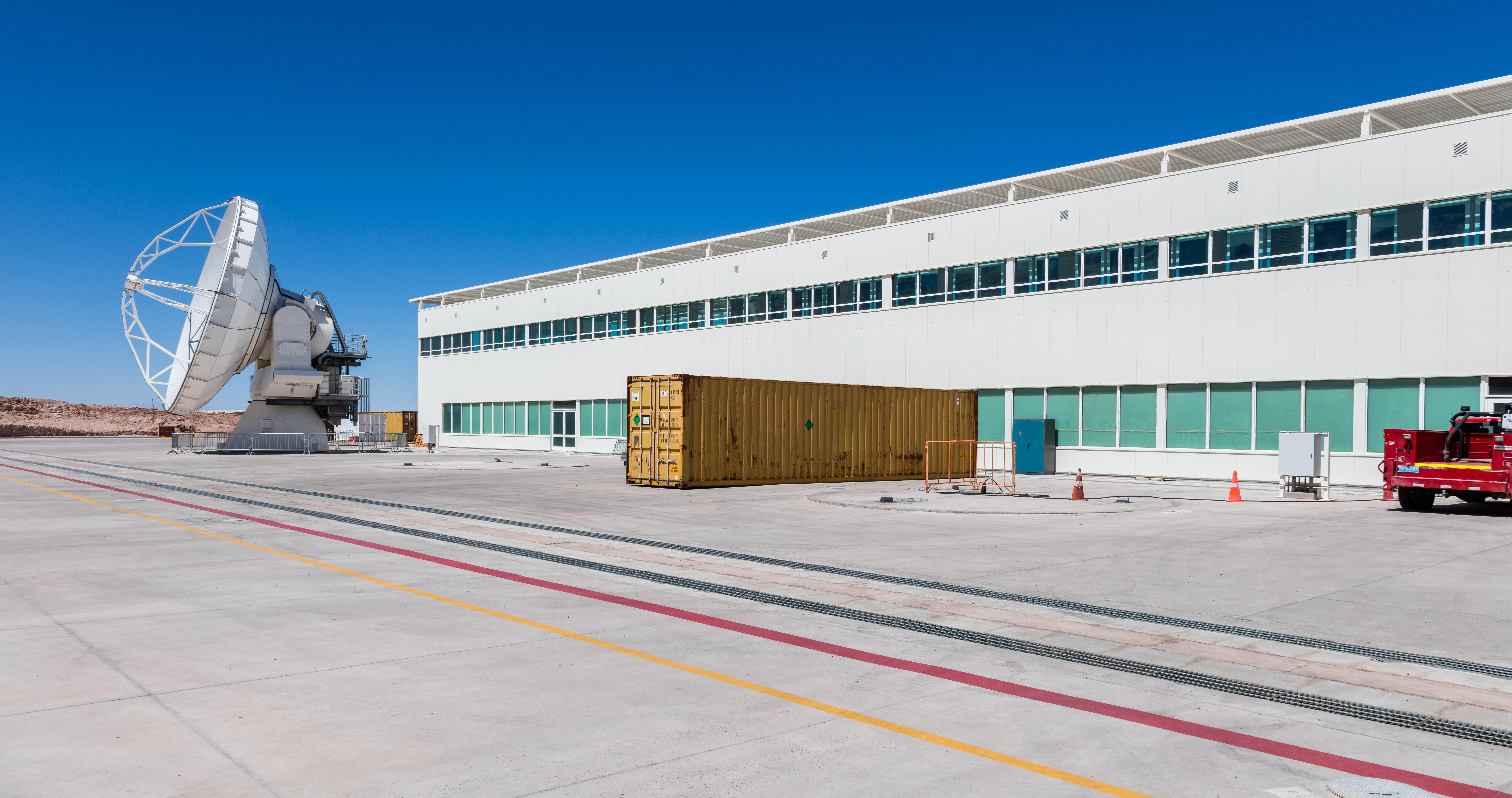
Observatório espacial ALMA
Catedrales de Tara
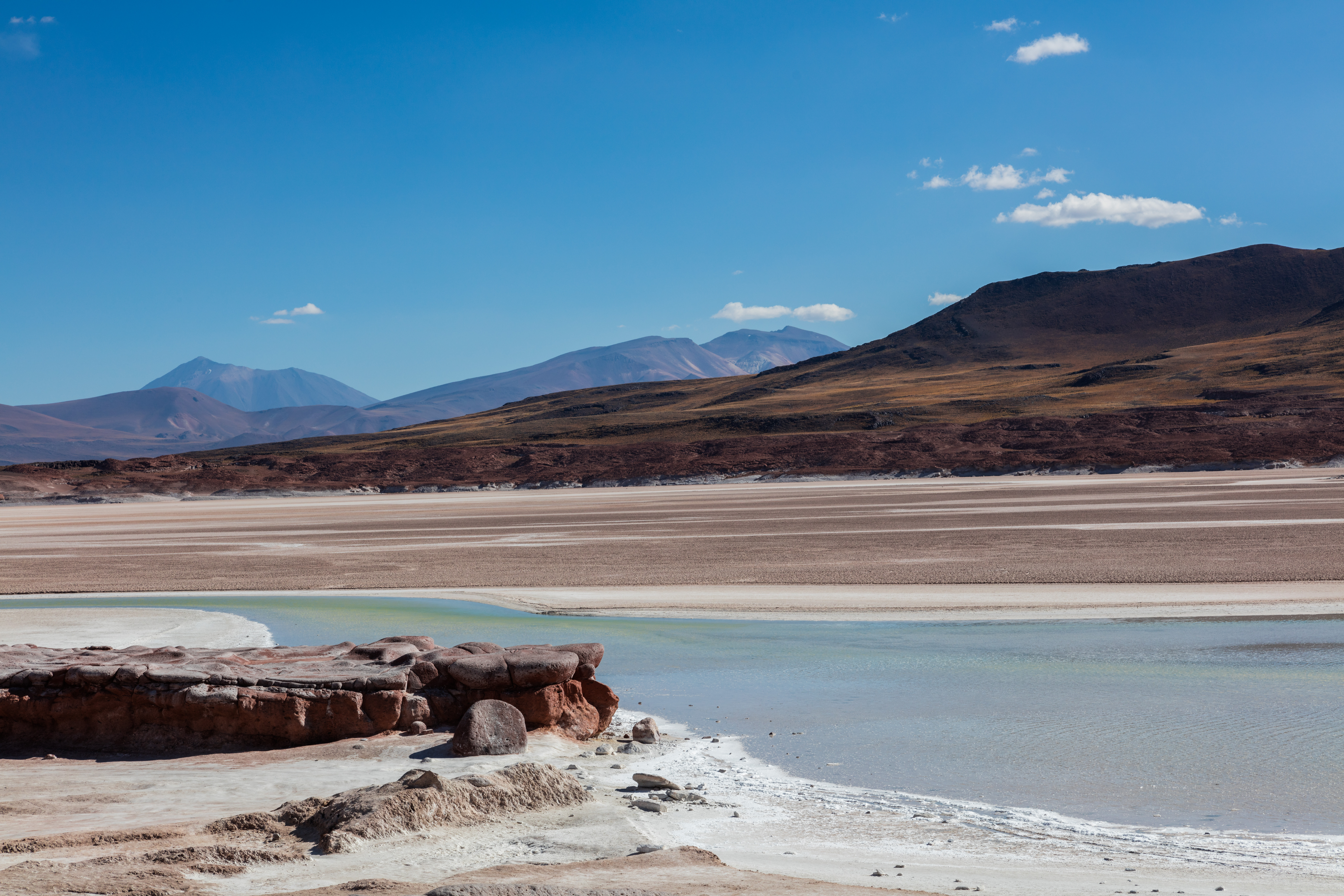
Piedras Rojas
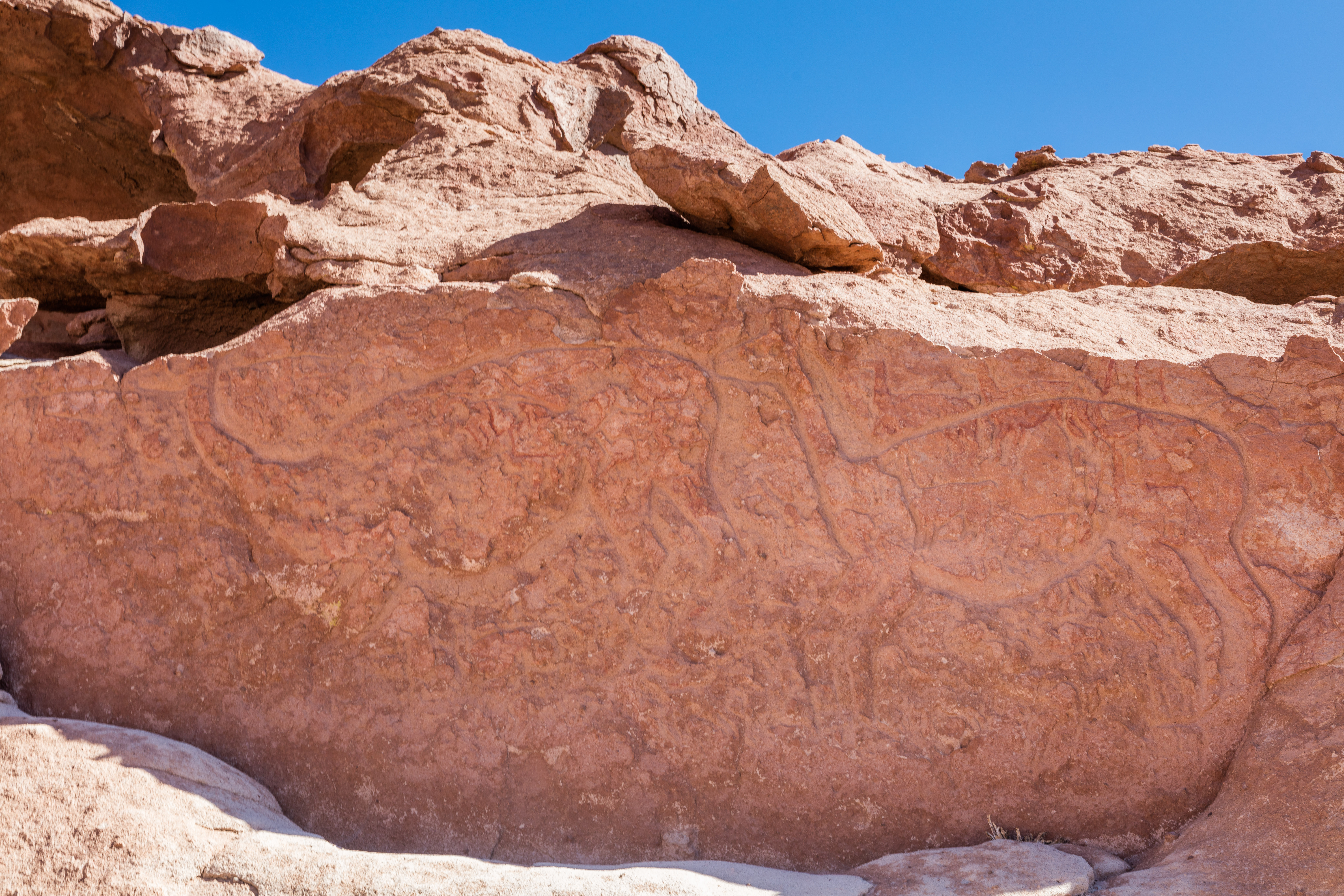
Petroglifos de Hierbas Buenas, Río Grande